# Volo Philippine Airlines 812
Il volo Philippine Airlines 812 era un volo regionale partito dall'Aeroporto Internazionale Francisco Bangoy di Davao e diretto all'Aeroporto Internazionale Ninoy Aquino vicino a Manila. Il 25 maggio 2000, un Airbus A330-301 operante su quella rotta venne dirottato da un uomo identificato come Reginald Chua poco prima dell'atterraggio. Sull'Airbus si trovavano 278 passeggeri e 13 membri dell'equipaggio.

## Il dirottamento
Il dirottatore era armato con una pistola e una bomba a mano. Sparò contro una paratia e chiese di essere fatto entrare nella cabina di pilotaggio. Quando i piloti rifiutarono la sua pretesa, ordinò ai passeggeri di mettere i loro oggetti di valore in una borsa prima di dire al pilota di scendere e depressurizzare l'aereo in modo da poter scappare con un paracadute fatto in casa. Dal momento che non aveva un cordino, ne ricavò uno dall'anta di una tendina. Prima di saltare non riuscì a superare la raffica di vento proveniente dal portellone posteriore aperto e un'assistente di volo lo aiutò a saltare fuori.
Il dirottatore indossava un passamontagna e occhialini da nuoto quando saltò fuori dall'aereo insieme agli oggetti di valore che aveva rubato a una quota di 1.800 metri sopra Antipolo, provincia di Rizal. I funzionari inizialmente lo identificarono come "Augusto Lakandula", in base al nome riportato sul biglietto. Il pilota non credeva affatto che l'uomo potesse sopravvivere al salto.
Tre giorni dopo il dirottamento, l'uomo venne trovato morto, con il corpo quasi sepolto nel fango, nel villaggio di Llabac, a Real, Quezon, a circa 70 chilometri (43 miglia) a sud-est di Manila, vicino al confine con la Provincia di Laguna. Le forze dell'ordine dichiararono che era morto perché non era riuscito ad aprire il suo paracadute. Tramite la sua patente, che portava ancora con sé, "Lakandula" fu correttamente identificato come Reginald Chua, che, secondo quanto riferito, stava passando un brutto periodo dal punto di vista finanziario.

## Nella cultura popolare
L'incidente è citato nel film britannico del 2013 Metro Manila. Il protagonista del film Oscar Ramirez (Jake Macapagal) racconta la storia di Alfred Santos, proprietario di una fabbrica tessile che aveva perso il padre a causa di una banda assunta da una fabbrica rivale. Dopo esser stato costretto a chiudere la sua attività a causa delle continue minacce del suo rivale, Santos dirottò un aereo di linea e ordinò ai passeggeri di consegnare i loro soldi e oggetti di valore prima di saltare giù dall'aereo verso la morte.